# Youssouf Sabaly
Youssouf Sabaly (Le Chesnay, 5 marzo 1993) è un calciatore francese naturalizzato senegalese, difensore dell'Al-Duhail e della nazionale senegalese.

## Biografia
Nativo di Chesnay (Yvelines), è cresciuto nel comune di La Celle-Saint-Cloud.

## Caratteristiche tecniche
È un terzino che gioca a tutta fascia, bravo quindi a giocare sia in attacco che in difesa. In più è dotato di ottima corsa e capacità di crossare; in particolare lo fa da destra accentrandosi e calciando col piede sinistro.

## Carriera

### Club

#### Paris Saint-Germain
All'età di 10 anni, praticando anche judo e basket, Sabaly si integra nel centro di formazione del Paris Saint-Germain. Terzino destro della formazione, ha giocato per la squadra giovanile prima di unirsi al club a partire dal 2010, nella squadra riserve che gioca nella CFA.
Nel giugno del 2013 sigla il suo primo contratto da giocatore professionista, impegnandosi per un periodo di tre anni con il suo primo club, il Paris Saint-Germain.

#### Evian TG
Il 29 luglio 2013 passa in prestito all'Évian TG, squadra militante nella Ligue 1. L'esordio da giocatore professionista avviene nella prima giornata di campionato, nel match pareggiato 1-1 contro il Sochaux. Nella 6ª giornata di campionato fa il suo primo assist con il gol realizzato da Sougou, regalando così il pareggio all'Evian. Il 30 ottobre 2013 fa il suo esordio nella Coupe de la Ligue, nel match vinto 2-1 contro il Guingamp.

#### Paris Saint-Germain e Nantes
Il 1º luglio 2015 torna al PSG e svolge tutta la preparazione estiva con i parigini. Viene convocato nel Trophée des champions vinto contro l'Olympique Lione e in due partite di campionato. Il 31 agosto passa in prestito al Nantes. Debutta con i canarini il 13 settembre nella vittoria casalinga sul Rennes. Segna il primo gol con il Nantes alla seconda presenza, il 17 ottobre, contro il Troyes. Il 16 gennaio 2016 trova il suo secondo gol nei minuti di recupero della gara giocata a Guingamp.

#### Bordeaux
Nell'estate 2016 viene ceduto in prestito al Bordeaux. Dopo un'ottima stagione con 30 presenze viene riscattato dal club girondino.
Nell'estate 2018 è stato cercato dal Napoli (in cui milita il connazionale e amico Koulibaly): la società partenopea aveva trovato l'accordo con lui e con il Bordeaux (che avrebbe incassato 15 milioni di euro), ma la trattativa è saltata perché, a causa di un infortunio al ginocchio, il giocatore non ha superato le visite mediche.

#### Betis
Il 7 giugno 2021 viene annunciato il suo trasferimento al Betis a partire dal 1º luglio successivo.

### Nazionale
Nel corso degli anni ha giocato diverse partite amichevoli con l'Under-18 e l'Under-19. Partecipa ai vittoriosi Mondiali Under-20 del 2013, giocando nella partita persa 2-1 contro la Spagna nella fase a gironi.
Nel settembre 2017 opta per rappresentare la Nazionale del suo paese d'origine, ovvero il Senegal, dichiarando anche che aveva preferito aspettare prima di accettare una chiamata dalla Nazionale senegalese. Esordisce con la selezione africana nella gara decisiva per le qualificazioni ai Mondiali 2018 contro il Sudafrica il 10 novembre 2017; in quella partita Sabaly gioca tutti i 90 minuti, e il Senegal vince per 2-0 in trasferta a Polokwane, e qualificandosi a un Mondiale 16 anni dopo l'ultima volta. Viene poi convocato per la rassegna giocata in Russia, in cui gioca da titolare tutte e 3 le partite della squadra che esce ai gironi, nonostante fosse arrivata a pari punti (4) col Giappone secondo, per via del maggiore numero di ammonizioni ricevute rispetto ai nipponici (6-4 per gli africani).
Dopo il Mondiale viene confermato come titolare e da tale disputa la Coppa d'Africa 2019: nel torneo gioca 6 delle 7 gare della squadra sconfitta in finale dall'Algeria. Nel corso del torneo è stato uno dei migliori della sua formazione.
Il 13 marzo 2024 annuncia il proprio ritiro dalla nazionale.

## Statistiche

### Presenze e reti nei club
Statistiche aggiornate al 28 maggio 2025.
| Stagione        | Squadra         | Campionato      | Campionato | Campionato | Coppe nazionali | Coppe nazionali | Coppe nazionali | Coppe continentali | Coppe continentali | Coppe continentali | Altre coppe | Altre coppe | Altre coppe | Totale | Totale |
| Stagione        | Squadra         | Comp            | Pres       | Reti       | Comp            | Pres            | Reti            | Comp               | Pres               | Reti               | Comp        | Pres        | Reti        | Pres   | Reti   |
| --------------- | --------------- | --------------- | ---------- | ---------- | --------------- | --------------- | --------------- | ------------------ | ------------------ | ------------------ | ----------- | ----------- | ----------- | ------ | ------ |
| 2013-2014       | Évian TG        | L1              | 36         | 0          | CF+CdL          | 0+3             | 0               | -                  | -                  | -                  | -           | -           | -           | 39     | 0      |
| 2014-2015       | Évian TG        | L1              | 29         | 0          | CF+CdL          | 2+1             | 0               | -                  | -                  | -                  | -           | -           | -           | 32     | 0      |
| Totale Évian    | Totale Évian    | Totale Évian    | 65         | 0          |                 | 6               | 0               |                    | -                  | -                  |             | -           | -           | 71     | 0      |
| 2015-2016       | Nantes          | L1              | 28         | 2          | CF+CdL          | 1+1             | 0               | -                  | -                  | -                  | -           | -           | -           | 30     | 2      |
| 2016-2017       | Bordeaux        | L1              | 30         | 0          | CF+CdL          | 1+2             | 0               | -                  | -                  | -                  | -           | -           | -           | 33     | 0      |
| 2017-2018       | Bordeaux        | L1              | 35         | 0          | CF+CdL          | 1+1             | 0               | UEL                | 2                  | 0                  | -           | -           | -           | 39     | 0      |
| 2018-2019       | Bordeaux        | L1              | 23         | 0          | CF+CdL          | 1+3             | 0               | UEL                | 4                  | 0                  | -           | -           | -           | 31     | 0      |
| 2019-2020       | Bordeaux        | L1              | 12         | 0          | CF+CdL          | 1+1             | 0               | -                  | -                  | -                  | -           | -           | -           | 14     | 0      |
| 2020-2021       | Bordeaux        | L1              | 33         | 1          | CF              | 0               | 0               | -                  | -                  | -                  | -           | -           | -           | 33     | 1      |
| Totale Bordeaux | Totale Bordeaux | Totale Bordeaux | 133        | 1          |                 | 11              | 0               |                    | 6                  | 0                  |             | -           | -           | 150    | 1      |
| 2021-2022       | Betis           | PD              | 10         | 0          | CR              | 4               | 0               | UEL                | 3                  | 0                  | -           | -           | -           | 17     | 0      |
| 2022-2023       | Betis           | PD              | 23         | 1          | CR              | 1               | 1               | UEL                | 3                  | 0                  | SS          | 1           | 0           | 28     | 2      |
| 2023-2024       | Betis           | PD              | 12         | 0          | CR              | 0               | 0               | UEL+UECL           | 0+0                | 0+0                | -           | -           | -           | 12     | 0      |
| 2024-2025       | Betis           | PD              | 22         | 0          | CR              | 4               | 0               | UECL               | 8                  | 0                  | -           | -           | -           | 34     | 0      |
| Totale Betis    | Totale Betis    | Totale Betis    | 67         | 1          |                 | 9               | 1               |                    | 14                 | 0                  |             | 1           | 0           | 91     | 2      |
| Totale carriera | Totale carriera | Totale carriera | 293        | 4          |                 | 28              | 1               |                    | 20                 | 0                  |             | 1           | 0           | 342    | 5      |

### Cronologia delle presenze e reti in nazionale
| Cronologia completa delle presenze e delle reti in nazionale ― Senegal | Cronologia completa delle presenze e delle reti in nazionale ― Senegal | Cronologia completa delle presenze e delle reti in nazionale ― Senegal | Cronologia completa delle presenze e delle reti in nazionale ― Senegal | Cronologia completa delle presenze e delle reti in nazionale ― Senegal | Cronologia completa delle presenze e delle reti in nazionale ― Senegal | Cronologia completa delle presenze e delle reti in nazionale ― Senegal | Cronologia completa delle presenze e delle reti in nazionale ― Senegal |
| Data                                                                   | Città                                                                  | In casa                                                                | Risultato                                                              | Ospiti                                                                 | Competizione                                                           | Reti                                                                   | Note                                                                   |
| ---------------------------------------------------------------------- | ---------------------------------------------------------------------- | ---------------------------------------------------------------------- | ---------------------------------------------------------------------- | ---------------------------------------------------------------------- | ---------------------------------------------------------------------- | ---------------------------------------------------------------------- | ---------------------------------------------------------------------- |
| 10-11-2017                                                             | Polokwane                                                              | Sudafrica                                                              | 0 – 2                                                                  | Senegal                                                                | Qual. Mondiali 2018                                                    | -                                                                      |                                                                        |
| 14-11-2017                                                             | Dakar                                                                  | Senegal                                                                | 2 – 1                                                                  | Sudafrica                                                              | Qual. Mondiali 2018                                                    | -                                                                      |                                                                        |
| 27-3-2018                                                              | Dakar                                                                  | Senegal                                                                | 0 – 0                                                                  | Bosnia ed Erzegovina                                                   | Amichevole                                                             | -                                                                      |                                                                        |
| 8-6-2018                                                               | Osijek                                                                 | Croazia                                                                | 2 – 1                                                                  | Senegal                                                                | Amichevole                                                             | -                                                                      |                                                                        |
| 11-6-2018                                                              | Grödig                                                                 | Senegal                                                                | 2 – 0                                                                  | Corea del Sud                                                          | Amichevole                                                             | -                                                                      |                                                                        |
| 19-6-2018                                                              | Mosca                                                                  | Polonia                                                                | 1 – 2                                                                  | Senegal                                                                | Mondiali 2018 - 1º turno                                               | -                                                                      |                                                                        |
| 24-6-2018                                                              | Kazan'                                                                 | Senegal                                                                | 2 – 2                                                                  | Giappone                                                               | Mondiali 2018 - 1º turno                                               | -                                                                      | 90+1’                                                                  |
| 28-6-2018                                                              | Samara                                                                 | Senegal                                                                | 0 – 1                                                                  | Colombia                                                               | Mondiali 2018 - 1º turno                                               | -                                                                      | 74’                                                                    |
| 13-10-2018                                                             | Dakar                                                                  | Senegal                                                                | 3 – 0                                                                  | Sudan                                                                  | Qual. Coppa d'Africa 2019                                              | -                                                                      |                                                                        |
| 17-11-2018                                                             | Bata                                                                   | Guinea Equatoriale                                                     | 0 – 1                                                                  | Senegal                                                                | Qual. Coppa d'Africa 2019                                              | -                                                                      | 42’                                                                    |
| 23-3-2019                                                              | Dakar                                                                  | Senegal                                                                | 2 – 0                                                                  | Madagascar                                                             | Qual. Coppa d'Africa 2019                                              | -                                                                      |                                                                        |
| 16-6-2019                                                              | Ismailia                                                               | Senegal                                                                | 1 – 0                                                                  | Nigeria                                                                | Amichevole                                                             | -                                                                      |                                                                        |
| 23-6-2019                                                              | Il Cairo                                                               | Senegal                                                                | 2 – 0                                                                  | Tanzania                                                               | Coppa d'Africa 2019 - 1º turno                                         | -                                                                      |                                                                        |
| 27-6-2019                                                              | Il Cairo                                                               | Senegal                                                                | 0 – 1                                                                  | Algeria                                                                | Coppa d'Africa 2019 - 1º turno                                         | -                                                                      |                                                                        |
| 5-7-2019                                                               | Il Cairo                                                               | Uganda                                                                 | 0 – 1                                                                  | Senegal                                                                | Coppa d'Africa 2019 - Ottavi di finale                                 | -                                                                      |                                                                        |
| 10-7-2019                                                              | Il Cairo                                                               | Senegal                                                                | 1 – 0                                                                  | Benin                                                                  | Coppa d'Africa 2019 - Quarti di finale                                 | -                                                                      |                                                                        |
| 14-7-2019                                                              | Il Cairo                                                               | Senegal                                                                | 1 – 0 dts                                                              | Tunisia                                                                | Coppa d'Africa 2019 - Semifinale                                       | -                                                                      |                                                                        |
| 19-7-2019                                                              | Il Cairo                                                               | Senegal                                                                | 0 – 1                                                                  | Algeria                                                                | Coppa d'Africa 2019 - Finale                                           | -                                                                      |                                                                        |
| 9-10-2020                                                              | Rabat                                                                  | Marocco                                                                | 3 – 1                                                                  | Senegal                                                                | Amichevole                                                             | -                                                                      |                                                                        |
| 11-11-2020                                                             | Thiès                                                                  | Senegal                                                                | 2 – 0                                                                  | Guinea-Bissau                                                          | Qual. Coppa d'Africa 2021                                              | -                                                                      |                                                                        |
| 15-11-2020                                                             | Bissau                                                                 | Guinea-Bissau                                                          | 0 – 1                                                                  | Senegal                                                                | Qual. Coppa d'Africa 2021                                              | -                                                                      |                                                                        |
| 29-3-2022                                                              | Dakar                                                                  | Senegal                                                                | 1 – 0 dts (3 – 1 dtr)                                                  | Egitto                                                                 | Qual. Mondiali 2022                                                    | -                                                                      |                                                                        |
| 4-6-2022                                                               | Diamniadio                                                             | Senegal                                                                | 3 – 1                                                                  | Benin                                                                  | Qual. Coppa d'Africa 2023                                              | -                                                                      |                                                                        |
| 7-6-2022                                                               | Kigali                                                                 | Ruanda                                                                 | 0 – 1                                                                  | Senegal                                                                | Qual. Coppa d'Africa 2023                                              | -                                                                      | 78’                                                                    |
| 21-11-2022                                                             | Doha                                                                   | Senegal                                                                | 0 – 2                                                                  | Paesi Bassi                                                            | Mondiali 2022 - 1º turno                                               | -                                                                      |                                                                        |
| 25-11-2022                                                             | Doha                                                                   | Qatar                                                                  | 1 – 3                                                                  | Senegal                                                                | Mondiali 2022 - 1º turno                                               | -                                                                      |                                                                        |
| 29-11-2022                                                             | Al Rayyan                                                              | Ecuador                                                                | 1 – 2                                                                  | Senegal                                                                | Mondiali 2022 - 1º turno                                               | -                                                                      |                                                                        |
| 4-12-2022                                                              | Al Khor                                                                | Inghilterra                                                            | 3 – 0                                                                  | Senegal                                                                | Mondiali 2022 - Ottavi di finale                                       | -                                                                      |                                                                        |
| 24-3-2023                                                              | Diamniadio                                                             | Senegal                                                                | 5 – 1                                                                  | Mozambico                                                              | Qual. Coppa d'Africa 2023                                              | 1                                                                      |                                                                        |
| 28-3-2023                                                              | Maputo                                                                 | Mozambico                                                              | 0 – 1                                                                  | Senegal                                                                | Qual. Coppa d'Africa 2023                                              | -                                                                      | 66’                                                                    |
| 20-6-2023                                                              | Lisbona                                                                | Brasile                                                                | 2 – 4                                                                  | Senegal                                                                | Amichevole                                                             | -                                                                      |                                                                        |
| 12-9-2023                                                              | Dakar                                                                  | Senegal                                                                | 0 – 1                                                                  | Algeria                                                                | Amichevole                                                             | -                                                                      | 32’ 62’                                                                |
| Totale                                                                 |                                                                        | Presenze                                                               | 32                                                                     |                                                                        | Reti                                                                   | 1                                                                      |                                                                        |

| Cronologia completa delle presenze e delle reti in nazionale ― Francia under 20 | Cronologia completa delle presenze e delle reti in nazionale ― Francia under 20 | Cronologia completa delle presenze e delle reti in nazionale ― Francia under 20 | Cronologia completa delle presenze e delle reti in nazionale ― Francia under 20 | Cronologia completa delle presenze e delle reti in nazionale ― Francia under 20 | Cronologia completa delle presenze e delle reti in nazionale ― Francia under 20 | Cronologia completa delle presenze e delle reti in nazionale ― Francia under 20 | Cronologia completa delle presenze e delle reti in nazionale ― Francia under 20 |
| Data                                                                            | Città                                                                           | In casa                                                                         | Risultato                                                                       | Ospiti                                                                          | Competizione                                                                    | Reti                                                                            | Note                                                                            |
| ------------------------------------------------------------------------------- | ------------------------------------------------------------------------------- | ------------------------------------------------------------------------------- | ------------------------------------------------------------------------------- | ------------------------------------------------------------------------------- | ------------------------------------------------------------------------------- | ------------------------------------------------------------------------------- | ------------------------------------------------------------------------------- |
| 5-3-2013                                                                        | Créteil                                                                         | Francia under 20                                                                | 2 – 0                                                                           | Portogallo under 20                                                             | Amichevole                                                                      | -                                                                               | 63’                                                                             |
| 25-3-2013                                                                       | Saint-Denis                                                                     | Francia under 20                                                                | 3 – 0                                                                           | Romania under 20                                                                | Amichevole                                                                      | -                                                                               | 87’                                                                             |
| 11-6-2013                                                                       | Romorantin-Lanthenay                                                            | Francia under 20                                                                | 3 – 1                                                                           | Grecia under 20                                                                 | Amichevole                                                                      | -                                                                               | 75’                                                                             |
| 27-6-2013                                                                       | Istanbul                                                                        | Spagna under 20                                                                 | 2 – 1                                                                           | Francia under 20                                                                | Mondiali Under-20 2013 - 1º turno                                               | -                                                                               | 73’                                                                             |
| Totale                                                                          |                                                                                 | Presenze                                                                        | 4                                                                               |                                                                                 | Reti                                                                            | 0                                                                               |                                                                                 |

| Cronologia completa delle presenze e delle reti in nazionale ― Francia under 19 | Cronologia completa delle presenze e delle reti in nazionale ― Francia under 19 | Cronologia completa delle presenze e delle reti in nazionale ― Francia under 19 | Cronologia completa delle presenze e delle reti in nazionale ― Francia under 19 | Cronologia completa delle presenze e delle reti in nazionale ― Francia under 19 | Cronologia completa delle presenze e delle reti in nazionale ― Francia under 19 | Cronologia completa delle presenze e delle reti in nazionale ― Francia under 19 | Cronologia completa delle presenze e delle reti in nazionale ― Francia under 19 |
| Data                                                                            | Città                                                                           | In casa                                                                         | Risultato                                                                       | Ospiti                                                                          | Competizione                                                                    | Reti                                                                            | Note                                                                            |
| ------------------------------------------------------------------------------- | ------------------------------------------------------------------------------- | ------------------------------------------------------------------------------- | ------------------------------------------------------------------------------- | ------------------------------------------------------------------------------- | ------------------------------------------------------------------------------- | ------------------------------------------------------------------------------- | ------------------------------------------------------------------------------- |
| 7-10-2011                                                                       | Saint-Denis                                                                     | Francia under 19                                                                | 2 – 1                                                                           | Ucraina under 19                                                                | Amichevole                                                                      | -                                                                               |                                                                                 |
| 9-10-2011                                                                       | Saint-Denis                                                                     | Francia under 19                                                                | 1 – 2                                                                           | Portogallo under 19                                                             | Amichevole                                                                      | -                                                                               | 44’ 46’                                                                         |
| Totale                                                                          |                                                                                 | Presenze                                                                        | 2                                                                               |                                                                                 | Reti                                                                            | 0                                                                               |                                                                                 |

## Palmarès

### Club

#### Competizioni nazionali
- Coppa di Spagna: 1

Betis: 2021-2022

### Nazionale
- Campionato mondiale Under-20: 1

Turchia 2013

### Individuale
- Squadra della stagione della UEFA Conference League: 1

2024-2025